# بارتا (هوشیارپور)
بارتا (به انگلیسی: Bharta) یک منطقهٔ مسکونی در هند است که در بخش هوشیارپور واقع شده‌است. بارتا ۲٬۰۰۰ نفر جمعیت دارد و ۲۹۶ متر بالاتر از سطح دریا واقع شده‌است.